# Organizacja
Organizacja (od gr. organon, łac. organum – wyspecjalizowana część pełniąca jakąś funkcję w całości) – wieloznaczne i interdyscyplinarne pojęcie z zakresu nauk społecznych.

## Definicja i znaczenie
W ogólnym ujęciu socjologicznym i psychologicznym organizacja to celowa grupa społeczna, która funkcjonuje według pewnych reguł i zasad, współpracująca ze sobą – by osiągnąć określony cel. Istotą organizacji jest świadomość zasad, reguł, misji, celów oraz synergia (dopasowanie, wspomaganie działań innych). Według Kotarbińskiego organizacja to takie współdziałanie części, które przyczynia się do powodzenia całości.
W naukach o zarządzaniu, a przede wszystkim w ich subdyscyplinie nauk o organizacji, pojecie to staje się dookreślone, mogąc przyjmować jedno z trzech poniższych znaczeń:
1. organizacja w znaczeniu podmiotowym albo przedmiotowym – jako sformalizowana grupa współdziałających jednostek. W znaczeniu podmiotowym pojęcie organizacja jest synonimem pojęcia podmiot zbiorowy w naukach prawnych (np. „Ta organizacja zakupiła nieruchomość”.), a w znaczeniu przedmiotowym zbliżone do pojęcia instytucja w naukach o zarządzaniu (np. „Ta organizacja jest wysoce rentowna”.).
2. organizacja w znaczeniu czynnościowym – jako zjawisko, proces tworzenia rzeczy złożonej. W tym znaczeniu pojęcie organizacja jest synonimem pojęcia organizowanie (np. „Organizacja imprez sportowych to domena działalności naszego komitetu”).
3. organizacja w znaczeniu atrybutowym – jako wyróżnik, zespół cech charakterystycznych dla osoby, grupy osób lub rzeczy zorganizowanej. W tym znaczeniu pojęcie organizacja jest synonimem pojęcia zorganizowany (np. „W tym domu panuje doskonała organizacja”).

## Najważniejsze aspekty organizacji
1. władza
2. kooperacja
3. informacja

## Klasyczna organizacja typu biurokratycznego
Na początku XX wieku pojawiła się forma organizacji biurokratycznej (M.Weber).

### Cechy organizacji biurokratycznej
- hierarchiczność (szczebel niższy podlega wyższemu, a najwyższy ma władzę nad wszystkimi)
- podział czynności według określonych pionów
- informacja umożliwia kooperację
- specyficzny przepływ informacji – sformalizowany, regulowany – sztywny, służbowy charakter (każdy informuje swojego bezpośredniego przełożonego)
- informacja przebiega głównie pionowo (z dołu do góry), rzadko poziomo (wtedy nieformalna)
- osoby na niższych szczeblach selekcjonują informacje tak, aby przedstawić je w formie dla siebie najkorzystniejszej (informacja przekazywana pionowo jest zmieniona, zafałszowana)
- często osoby na średnim szczeblu nie przekazują informacji w dół, aby uniknąć dodatkowych trudności lub zatrzymują informacje tylko dla siebie, bo informacja to władza
- nieformalne struktury informacyjne (ang. grape-wine) różnią się od formalnych
- istnieją nieformalni liderzy
- kooperacja jest ograniczona do oddzielonych struktur; zadanie jest rozkładane na elementy do wykonania, następnie zostaje scalone; poszczególni członkowie nie wiedzą o funkcjonowaniu i celu całości (co obniża motywację)

## Współczesne zmiany w organizacji
- spłaszczenie struktury organizacji, nacisk na współpracę w poziomie
- restrukturyzacja – redukcja zbędnych struktur, optymalizacja funkcji
- struktury macierzowe (zarówno podział pionowy – funkcyjny, jak i podział poziomy na grupy zadaniowe)
- zespoły projektowe (powołane na czas pracy nad zadaniem, a następnie rozwiązywane)
- organizacje wirtualne
- organizacje ponadkulturowe (typowe dla globalizacji)

## Współczesne formy organizacji
- Administracyjne
- Wojskowe
- Religijne – wspólnoty religijne
- Gospodarcze – organizacje gospodarcze jak podmioty gospodarcze
- Publiczne – organizacje społeczne
- Non-profit – organizacje non-profit
- Polityczne – np. partie polityczne

## Misja, wizja i cele organizacji
Misją organizacji jest powód jej istnienia, wyróżniający ją od wszystkich innych. Misję można opisać w kategoriach wyrobów i rynków, usług i klientów. Misję organizacji przekłada się na zadania, które musi wykonać organizacja, by zrealizować cel. Definiowanie misji organizacji jest głównym krokiem w formułowaniu celów.
Wizja organizacji to ogólny lub szczegółowy obraz przyszłości organizacji, uwzględniający zwykle maksymalnie pięć elementów:
- Domena działalności – podstawowy obszar specjalizacji działalności,
- Odpowiedzialność – (ang. responsibility lub responsiveness) – wartości realizowane na rzecz interesariuszy,
- Standardy sukcesu – mierniki długookresowego powodzenia,
- Kluczowe kompetencje – umiejętności i technologie służące sukcesowi,
- Organizacja, rozumiana na poziomie wizji jako podstawowe zasady systemu kadrowego i hierarchii.

Cele organizacji wyznaczają jej główny kierunek działania, z uwzględnieniem roli organizacji (miejsce w społeczeństwie, ogólnie określona działalność, którą może wykonywać wśród innych organizacji tego typu), misję (patrz wyżej) i zadania. Formułowanie celów organizacji jest etapem w procesie planowania strategicznego.
Pojęcie celu jest związane z pojęciem strategii. Czasem organizacja ustanawia cele przed opracowaniem strategii służącej ich osiąganiu, a czasem cele są ustalane ze względu na istniejącą już strategię. Otoczenie wpływa na strategię (i vice versa), ta z kolei wpływa na cele (a one na strategię), a cele wpływają na działania (a działania na cele).
- Cele oficjalne – są zwykle niewyraźne i ogólne; można je znaleźć w statutach spółek, publicznych oświadczeniach dyrektorów i rzeczników prasowych. Są one wyrażane w możliwie najogólniejszy sposób, ponieważ muszą one stanowić centrum uwagi wspólne dla wszystkich jednostek organizacyjnych. Mają także informować i zachęcać strony zainteresowane do przywiązania do organizacji i nadania jej statusu społecznego.
- Cele operacyjne – to te, do których dąży się za pośrednictwem rzeczywistych programów działań i procedur. Określają one kierunek działań wymagany od poszczególnych jednostek organizacyjnych i osób. Mogą one służyć także jako kryteria oceny wydajności. Cele oficjalne stanowią ramy służące opracowywaniu celów operacyjnych; wpływają więc na działanie organizacji.

## Ewolucja teorii organizacji (metafory organizacji)
- Organizacja jako maszyna – organizacja biurokratyczna
- Organizacja jako organizm
  - zaspokajanie potrzeb
  - system otwarty – wpływ otoczenia na organizację i odwrotnie
  - homeostaza – samoregulacja, zdolność utrzymywania wewnętrznej stabilności
  - ekwifinalność
  - entropia ujemna – przezwyciężanie tendencji do upadku
- Organizacje jako mózg
  - przetwarzanie informacji
  - podejmowanie określonych decyzji
- Organizacja jako kultura
- Organizacja jako system polityczny
- Organizacja jako przepływ i transformacja
- Organizacja jako narzędzie dominacji
- Organizacja jako rój
- Organizacja jako wspólnota (fenomenologia zarządzania)